# Cantó de Neuilly-sur-Seine-Sud
El cantó de Neuilly-sur-Seine-Sud és un antic cantó francès del departament dels Alts del Sena, que estava situat al districte de Nanterre. Comptava amb part del municipi de Neuilly-sur-Seine.
Al 2015 va desaparèixer i el seu territori es va unir al nou cantó de Neuilly-sur-Seine.

## Municipis
- Neuilly-sur-Seine (part)

## Història
| Data d'elecció                           | Identitat          | Partit           | Qualitat |
| ---------------------------------------- | ------------------ | ---------------- | -------- |
| 1967-1970                                | Robert Parenty     | CD               |          |
| 1970-1976                                | Achille Peretti    | UDR              |          |
| 1976-2008                                | Louis-Charles Bary | UDF, després UMP |          |
| 2008-                                    | Jean Sarkozy       | UMP              |          |
| les dades anteriors no són pas conegudes |                    |                  |          |
|                                          |                    |                  |          |

## Demografia
| A partir de 1990: Població sense dobles comptes |